# Chiesa di San Trovaso

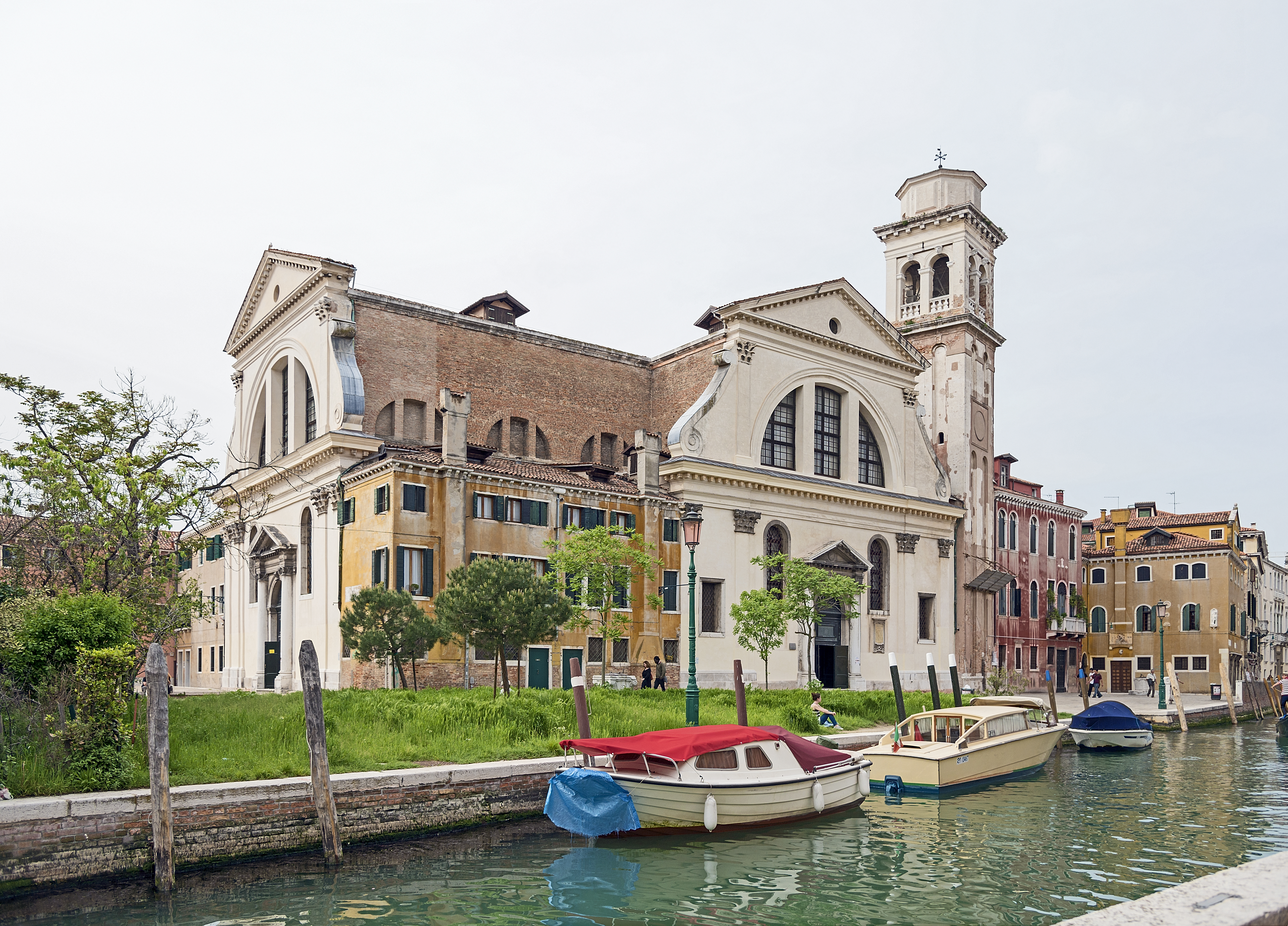
Zicht op de kerk met de twee identieke voorgevels van over het kanaal Rio San Trovaso

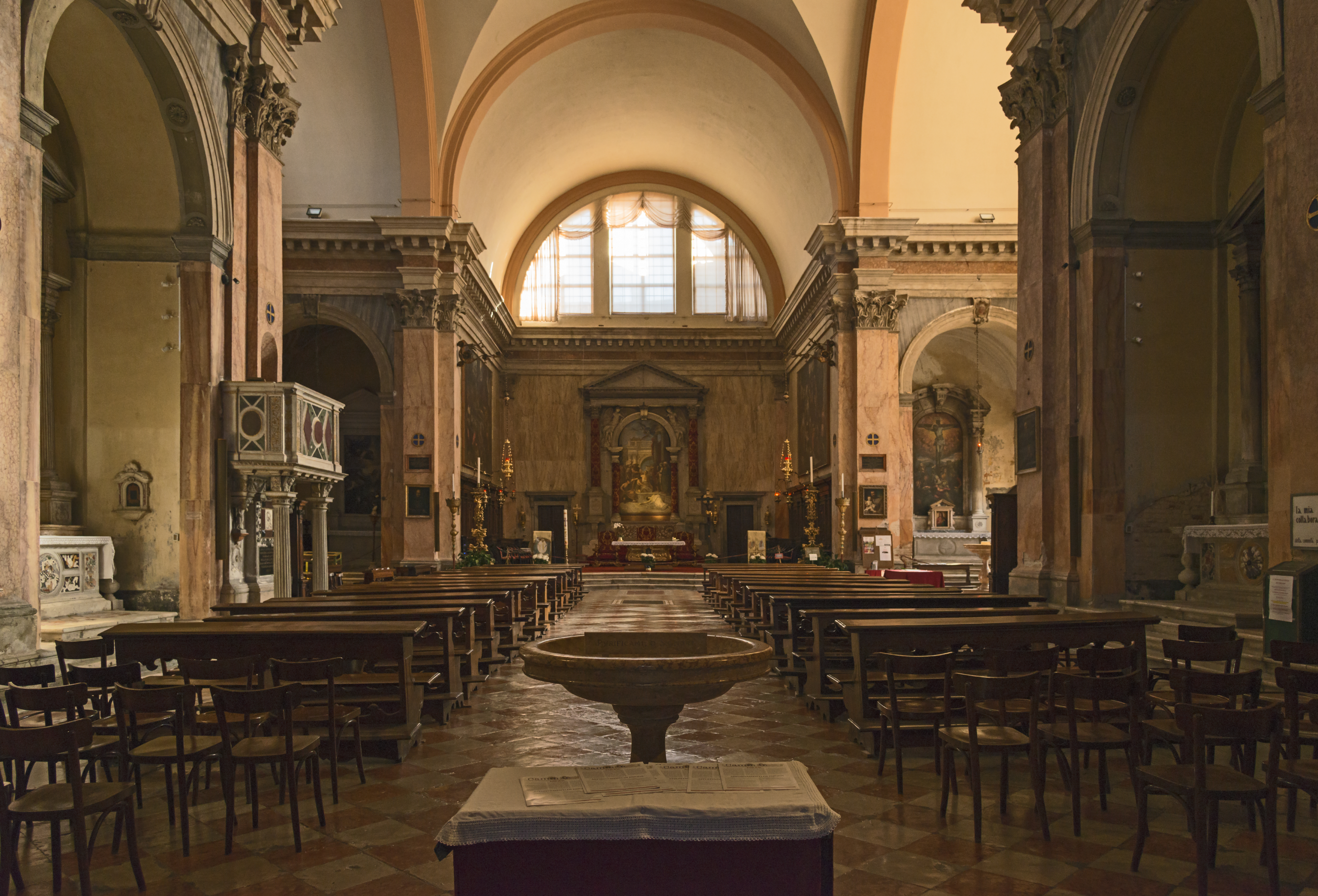

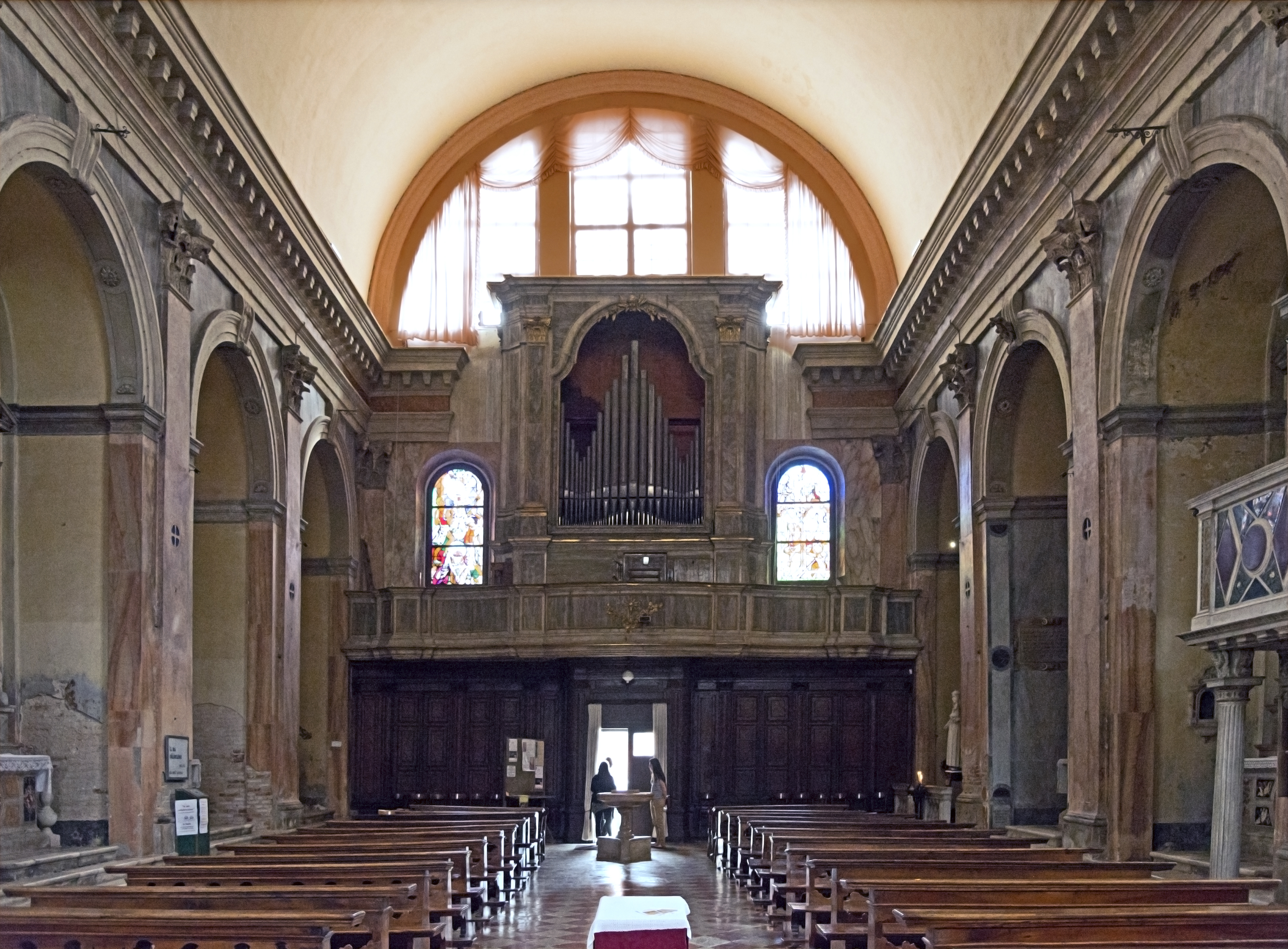

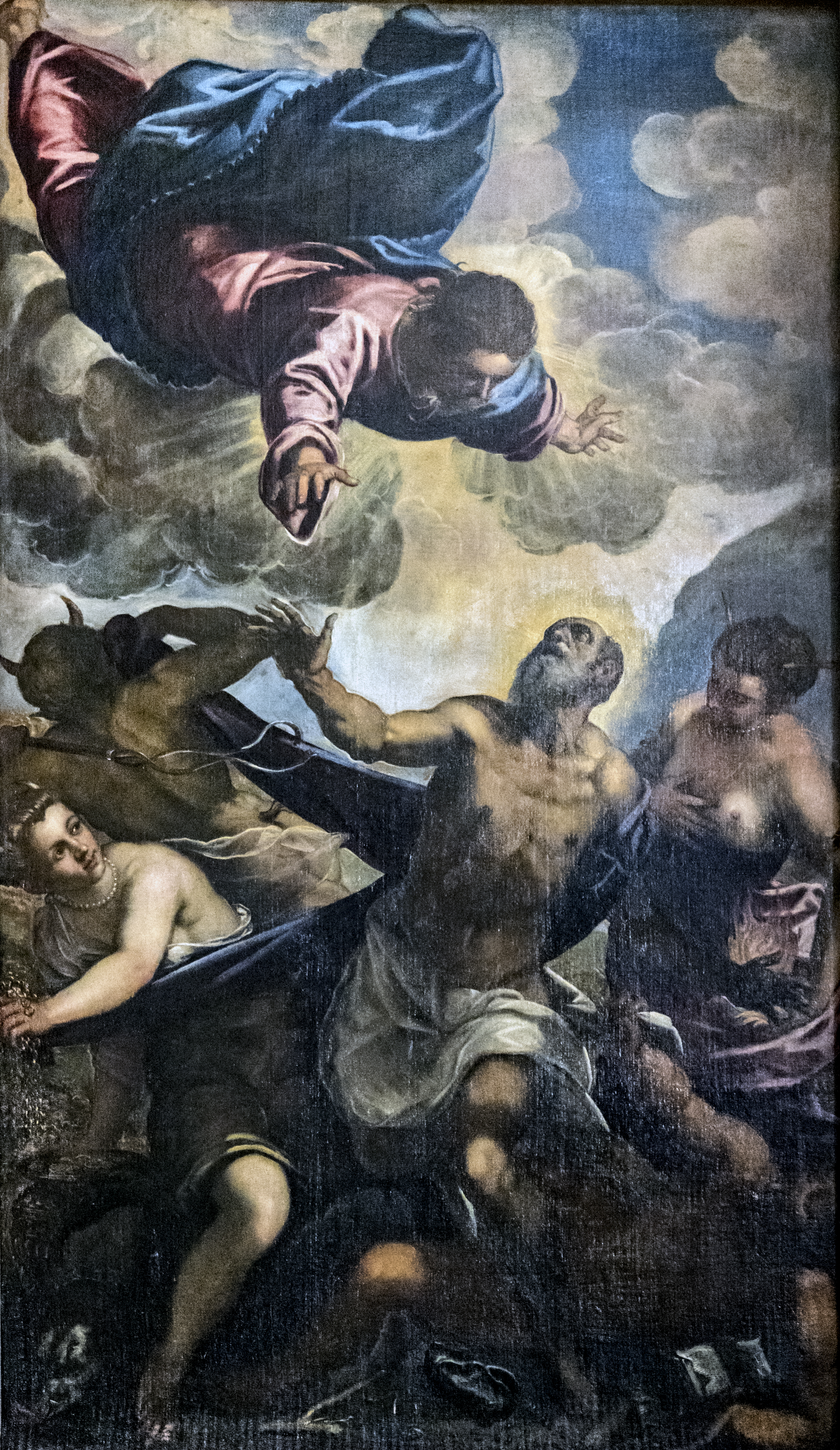
Tentazioni di Sant'Antonio (1577) van Jacopo Tintoretto

De Chiesa di San Trovaso is een katholieke kerk in de sestiere Dorsoduro in de Italiaanse stad Venetië. De kerk is gewijd aan de heiligen Gervasius en Protasius, in het Venetiaans samengetrokken als Trovaso.

## Geschiedenis
Volgens de Italiaanse 19e-eeuwse historicus Giuseppe Tassini werd een kerk gebouwd op deze locatie in de 5e eeuw, kort na de stichting van Venetië en werd het onmiddellijk een parochiekerk. De kerk zou dan ook veel ouder zijn dan de San Giacomo di Rialto die naar populair geloof als oudste kerk van Venetië wordt beschouwd, maar waar volgens recenter onderzoek slechts in de 12e eeuw een kerk werd opgetrokken.   
De Chiesa di San Trovaso werd herbouwd in 1028 met donaties van de Barbarigo en Caravella families. In 1105 werd de kerk gerenoveerd. Het bouwwerk stortte in 1583 in en werd vanaf 1584 in zeven jaar herbouwd in Renaissancestijl, met als vermoedelijke architect Francesco Smeraldi en niet Andrea Palladio zoals eerder werd aangenomen. De kerk werd ingewijd in 1657. De grotere inkomsten die de parochie verwierf in de 19e eeuw door de bevolkingstoename in de wijk, liet een renovatie in die periode toe.

## Bouwwerk
Een bijzonder kenmerk van het gebouw is de aanwezigheid van twee identieke als voorgevels uitgewerkte ingangen, een uitgevend op het Campo San Trovaso plein en de andere langs de zijde van het kanaal Rio San Trovaso, een kanaal in de sestiere Dorsoduro dat Canal Grande en Canale della Giudecca verbindt. Volgens de overlevering werd het gebouw in de 16e eeuw met deze beide ingangen getekend om de rivaliserende fazioni (facties, clans, groepen) van de Castellani en de Nicolotti gescheiden te houden, wanneer beiden naar de kerk gingen ter gelegenheid van de verjaardag van de heiligen, om het ontketenen van gevechten te voorkomen.
Tot de kunstwerken in de kerk behoren een Ultima Cena (Laatste Avondmaal) (1560), een Christus aan het kruis (1556), een Cristo lava i piedi dei discepoli (1575-1580) en een Tentazioni di Sant'Antonio (1577) van Tintoretto. Ook een Madonna col bambino in gloria e santi (1621-28) een Natività di Maria (1591-1603) en een Pietà (1591-1603), alle van Palma il Giovane zijn onderdeel van het kunstpatrimonium. Van de Chiesa di Santa Maria Maggiore in de sestiere Santa Croce werden twee werken overgebracht van Domenico Tintoretto, de zoon van (Jacopo) Tintoretto, de Cacciata di Gioacchino dal tempio (1587) en de L'adorazione de'Magi, dit laatste werk maakt tegenwoordig deel uit van de collectie van het Museum of Fine Arts van Boston. De Cristo lava i piedi dei discepoli van Tintoretto die nog in de kerk hangt is een kopie, het origineel behoort tot de collectie van de National Gallery in Londen.